# Sherman Clark
Sherman Rockwell „Sherm“ Clark (* 16. November 1899 in Baltimore; † 8. November 1980 in Annapolis) war ein US-amerikanischer Rudersportler auf der Position des Steuermanns und späterer hoher Militär.
Sherm Clark von der United States Naval Academy nahm als Steuermann in zwei Booten an den Olympischen Sommerspielen 1920 in Antwerpen teil. Zunächst sprang er im Vierer des Pennsylvania Barge Club als Steuermann für die Ruderer Kenneth Myers, Carl Klose sowie Franz und Erich Federschmidt ein und gewann mit diesen hinter dem Schweizer Vierer die Silbermedaille. Anschließend war er auch Steuermann des US-Achters, der mit Ruderern der United States Naval Academy besetzt war und gewann mit diesen die Goldmedaille vor dem Achter Großbritanniens. 1922 machte er seinen Abschluss an der United States Naval Academy und schlug eine militärische Karriere ein, die er 1971 im Range eines Rear Admiral beendete.